# Salvia ibugana
Salvia ibugana es una planta endémica de Jalisco y el occidente de México perteneciente a la familia de las lamiáceas.

## Descripción

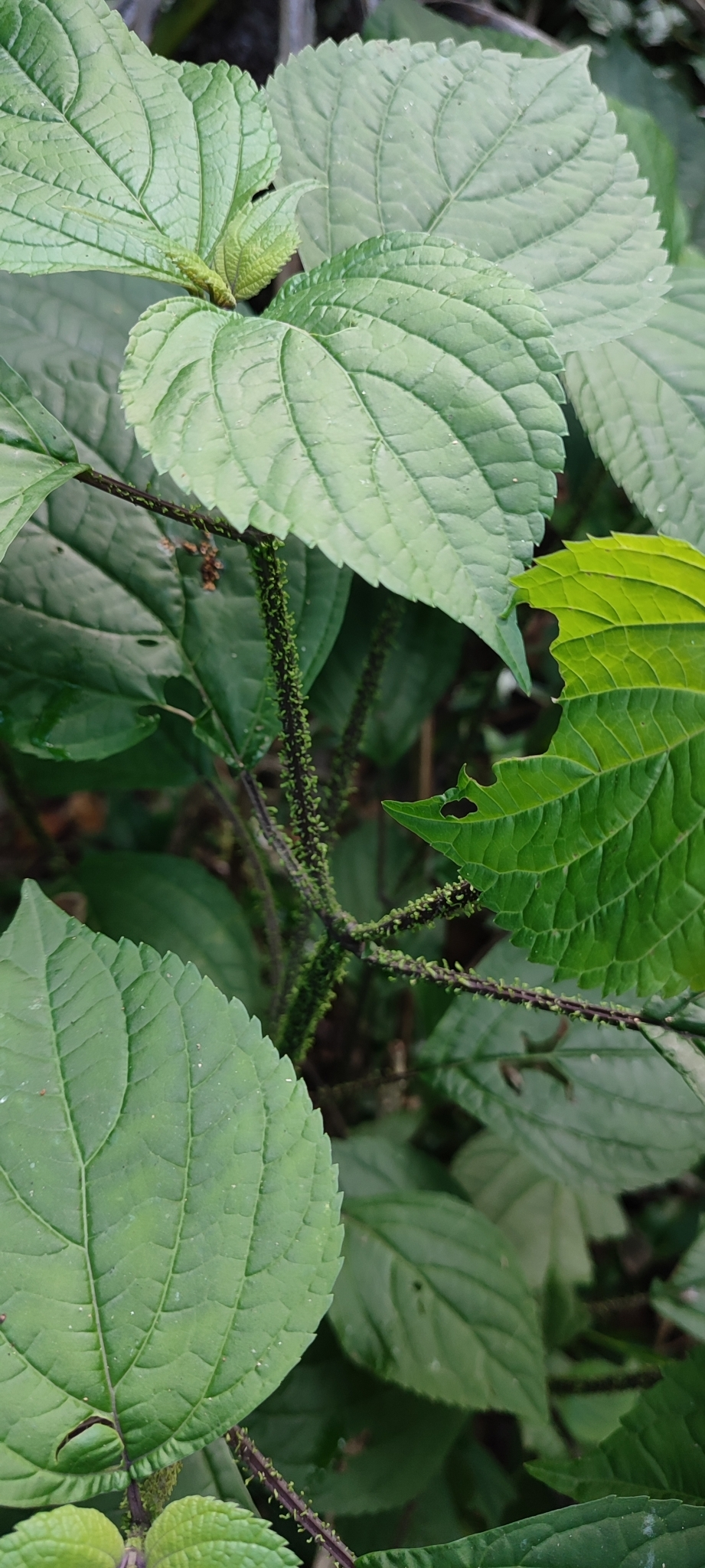
Peciolos de S. ibugana.

Hierba perenne o subarbusto, erecta, de 1.5-2 m de altura; tallos escasamente puberulentos, profusamente ornamentados con papilas digitiformes o liquenoides de 1-2 mm de largo, papilas también presentes en los peciolos y en menor medida, en el eje floral. Peciolos de (1-)4-6(-8.5) cm de largo, puberulentos y escasamente cubiertos con pelos adpresos. Láminas foliares ovadas, de 6-12(-15.5) × 4-7(-10.5) cm, verdes, acuminadas en el ápice, ligeramente truncadas o redondeadas, posteriormente cuneadas en la base; margen serrado (entero cerca de la base); las dos superficies glabras, excepto por las venas primarias y secundarias que presentan pelos adpresos diminutos; envés densamente cubierto con puntos glandulares. Inflorescencias dispuestas en racimos terminales y subterminales, de (5-)10-18(-30) cm de largo, con 18-35 verticilastros separados por 7-15 mm hacia la base; cada verticilastro con 10 a 18 flores. Brácteas florales caducas, ovadas, de (1-)1.3-1.5(-2.4) × 1-1.7 mm, verdes, puberulentas, atenuadas en el ápice, truncadas en la base, margen entero, venación no evidente. Bractéolas lineales en la base de cada pedicelo, de 1-2 mm de largo. Pedicelos de 1.5-3.1 mm de largo, cubiertos con pelos cónicos cortos. Cáliz de 3.1-3.8(-5) × (1.7-)2.3-2.5 mm, ligeramente acrescente (hasta 5.2 × 3.3 mm durante la fructificación), verde y azulado hacia el ápice, puberulento o hispiduloso principalmente en las venas, e internamente glabro; labio superior con 3 venas; labios de igual longitud, agudos (el labio superior y los lóbulos del inferior). Corola azul cielo con guías de néctar blancas en el labio inferior y tubo más pálido hacia la base, esencialmente glabra excepto el labio superior, que es moderado a densamente piloso; tubo de 5-5.5 × 2 mm, ventricoso e invaginado, internamente glabro en la base; labio superior de 4-4.5 mm de largo; labio inferior de 4-5.6 × 4-5 mm. Estambres incluidos; filamentos de 1.4-1.5 mm de largo; conectivos de 4.5-5.5 mm de largo, con un diente triangular retrorso en su porción media; tecas de 1-1.3 mm de largo; estaminodios presentes arriba y detrás del punto de inserción de cada filamento al tubo de la corola. Cuerno ginobásico de 1-1.1 mm de largo, obtuso en el ápice; estilos de 7-9 mm de largo, pilosos hacia el ápice, ligeramente exertos (solo las ramas). Núculas ovoides, de 1.2-1.3 × 0.7-1 mm, ocre pálidas, concoloras, a veces pilosas cuando inmaduras (con pelos concentrados hacia la unión con el ginóforo), lisas y escasamente cubiertas con puntos glandulares ámbar oscuro y negros.

## Distribución y hábitat
Salvia ibugana es endémica de Jalisco, México. Crece en bosques tropicales subcaducifolios o palmares secundarios, entre 550 y 600 m de altitud. Comparte hábitat con Begonia jaliscana Burt-Utley, Brosimum alicastrum Sw., Calophyllum brasiliense Cambess., Cecropia obtusifolia, Clusia salvinii Donn. Sm., Cryosophila nana (Kunth) Blume, Dalechampia scandens L., Hura polyandra Baill., Ipomoea neei (Spreng.) O’Donell, Orbignya guacuyule (Liebm. ex Mart.) Hern.-Xol., Oreopanax peltatus Linden, Piper hispidum Kunth, Ardisia sp., Miconia sp., Peperomia sp., Russelia sp. y Bursera sp. Florece y fructifica de mediados de febrero a marzo.

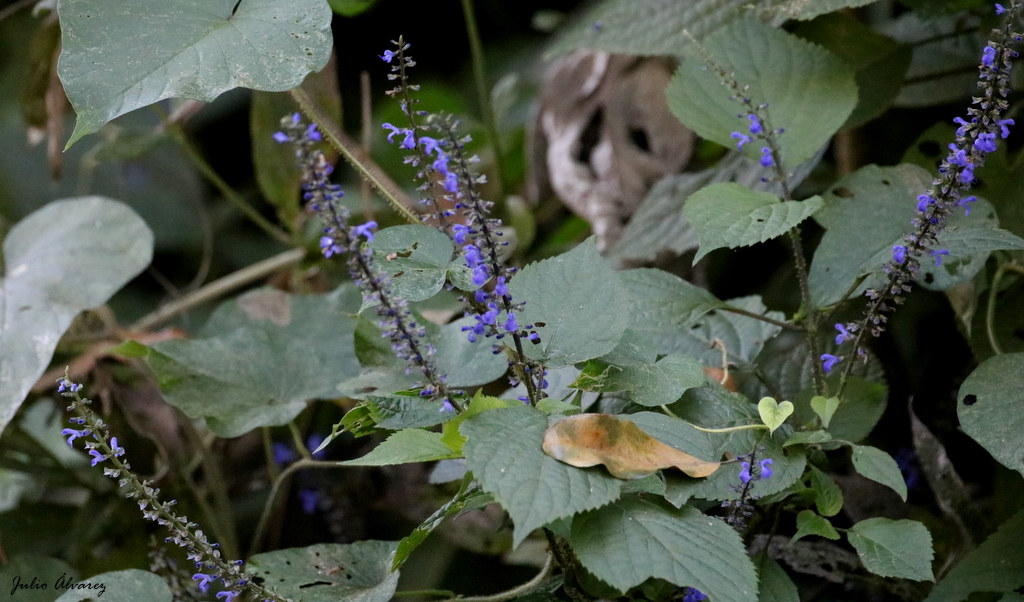
Inflorescencias de S. ibugana.

## Taxonomía
El nombre Salvia ibugana hace referencia al acrónimo del Herbario Luz María Villarreal de Puga del Instituto de Botánica (IBUG), perteneciente a la Universidad de Guadalajara, México. Fundamental en la formación de nuevos botánicos y en el avance del conocimiento y documentación de la flora del occidente de México.
El nombre completo registrado ante el Índice Internacional de Nombres de las Plantas (IPNI) es:
Salvia ibugana J.G.González, Revista Mex. Biodivers. 84(1): 10 (2013).

## Galería

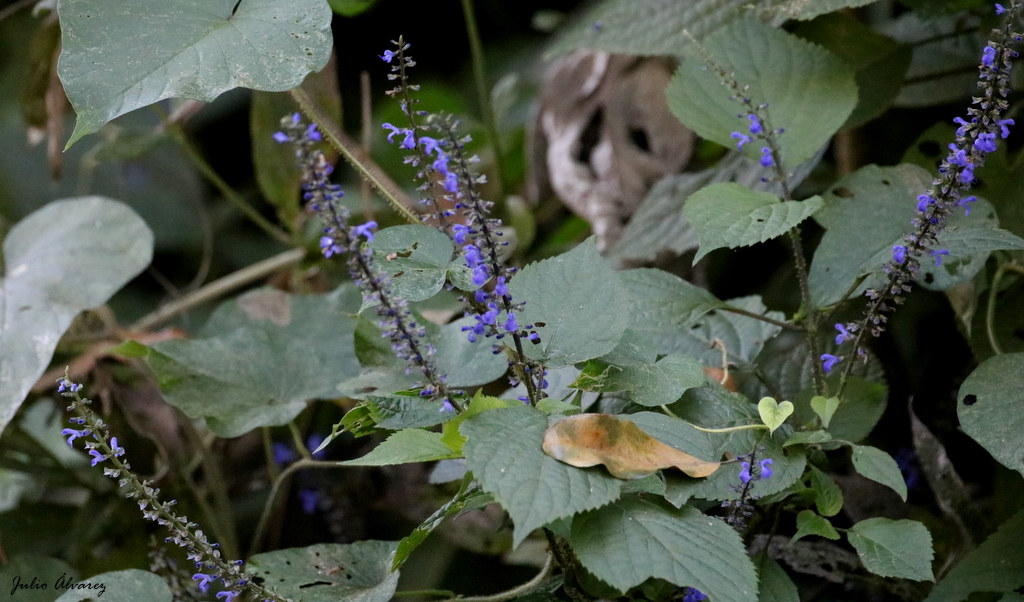
Salvia ibugana en floración.
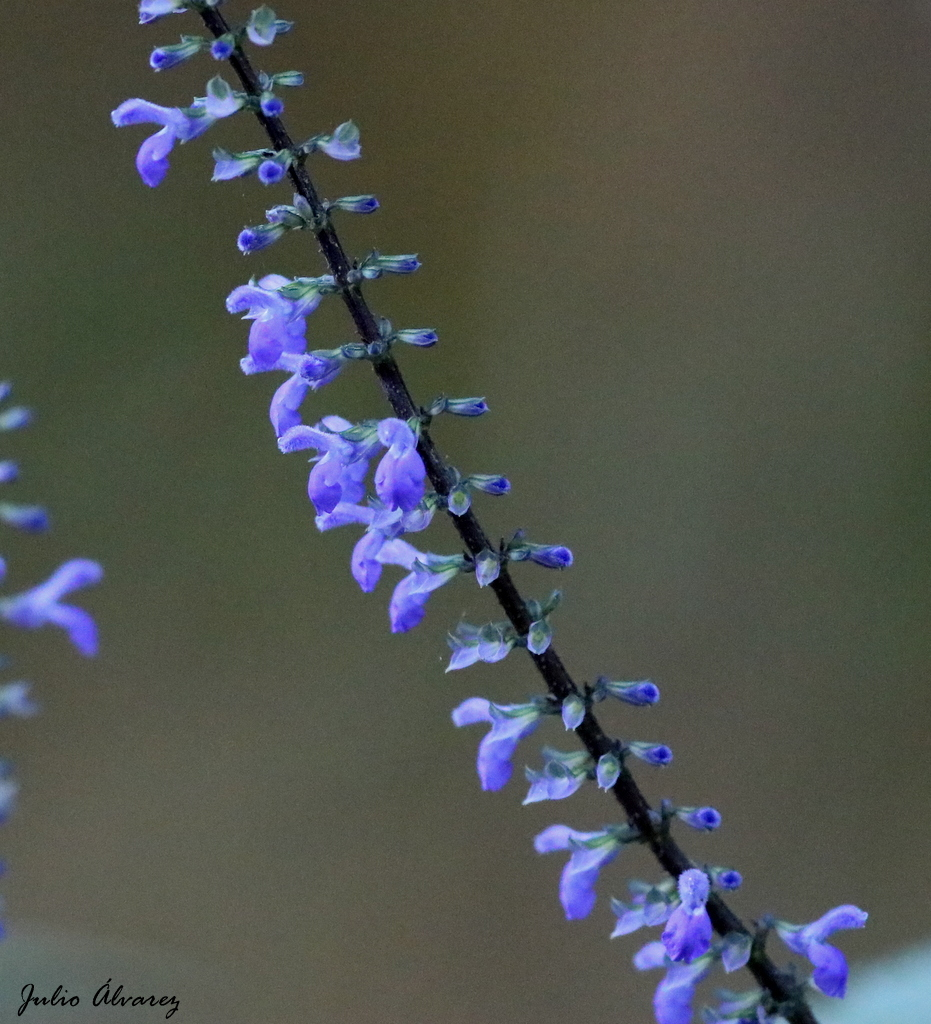
Inflorescencia.
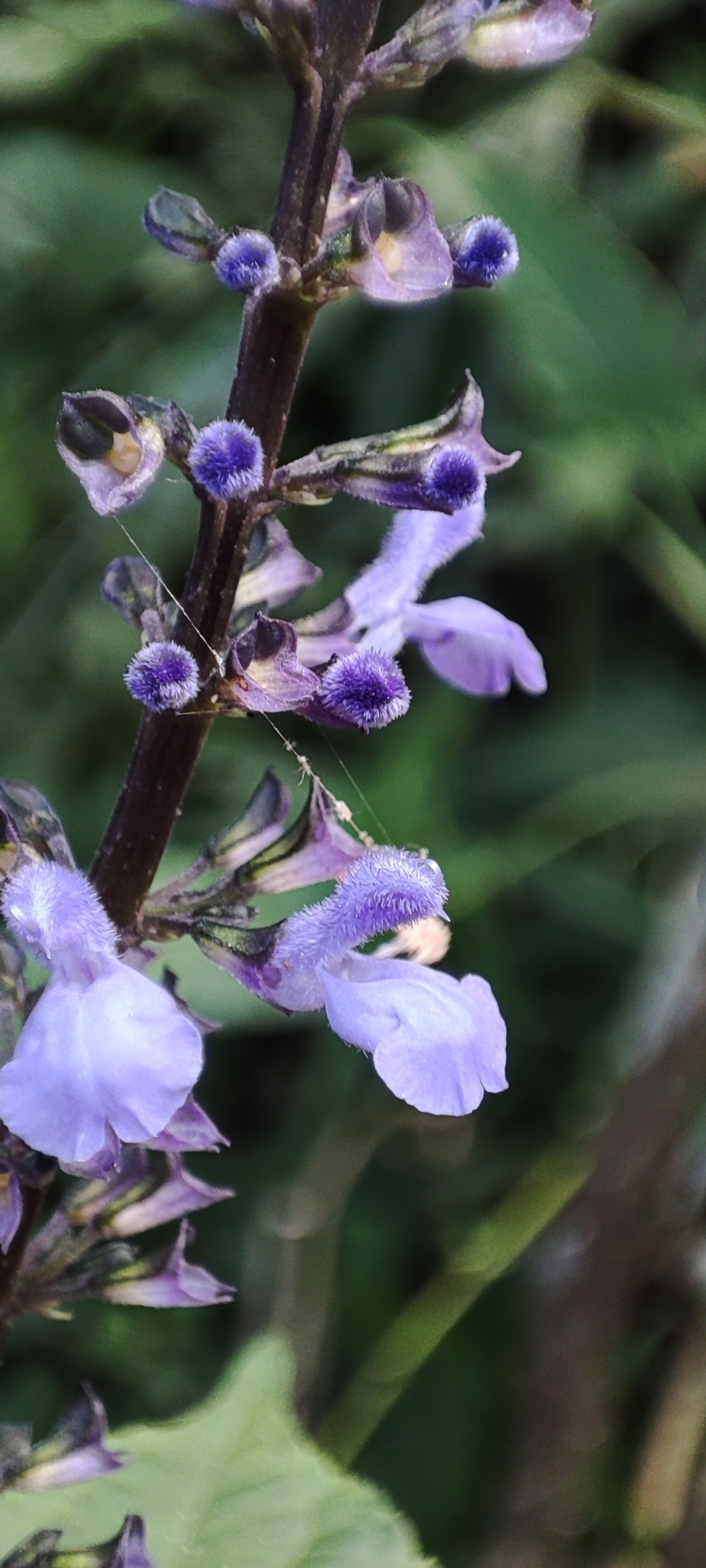
Acercamiento a la inflorescencia.
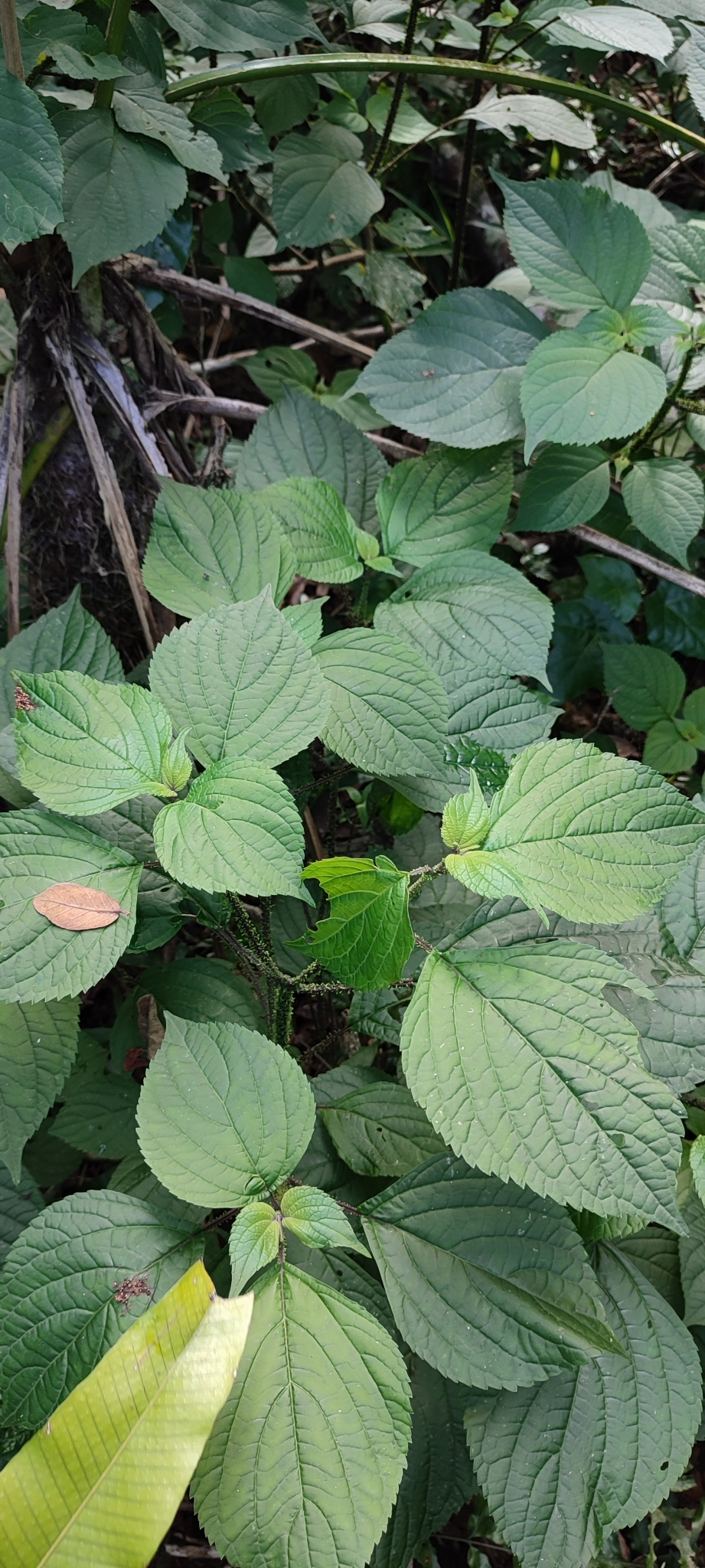
Hojas sin floración.